# Mikuro-iwa
Mikuro-iwa (von japanisch ミクロ岩 ‚Mikrofelsen‘) ist ein Felsenriff vor der Prinz-Harald-Küste des ostantarktischen Königin-Maud-Lands. Es liegt in der Kitano-ura Cove auf der Nordseite der Ost-Ongul-Insel in der Inselgruppe Flatvær.
Japanische Wissenschaftler kartierten es anhand von Vermessungen und Luftaufnahmen der japanischen Antarktisexpeditionen. Sie benannten es 1994 deskriptiv.